# Punta de Macaneta
La punta de Macaneta (en portugués: ponta da Macaneta) es un cordón litoral en Mozambique.
Señala el límite norte de la entrada a la bahía de Maputo, siendo el límite sur el cabo Inhaca. El cordón litoral se formó en la desembocadura del río Incomati, sobre la bahía de Maputo.
Sus amplias playas son un atractivo turístico.  Para acceder a ellas desde Maputo, se utiliza un transbordador, que cruza la desembocadura del río Incomati.